# Deutsche Dreiband-Meisterschaft 1937

Veranstaltungsort: Essen

Die Deutsche Dreiband-Meisterschaft 1937  (DDM) war die neunte Ausgabe dieser Turnierserie und fand vom 11. bis 13. März in Essen, Nordrhein-Westfalen statt.

## Geschichte
Es war die erste Deutsche Meisterschaft bei der mit Nachstoß (Aufnahmegleichheit) gespielt wurde. Zum ersten Mal seit 1930 nahm der fünffache Titelgewinner Otto Unshelm nicht am Turnier teil. Zum zweiten Mal in Folge wurde der Titelverteidiger August Tiedtke Sieger, wieder ohne Machtverlust. Er sicherte sich wieder die Turnierrekorde im Generaldurchschnitt (GD) und Einzeldurchschnitt (ED), die Höchstserie (HS) von acht spielten jedoch der Vizemeister Erich Stoewe und Willy Willems. Der dreifache Vizemeister (1933–1935), Georg Berrisch, landete abgeschlagen auf Platz fünf. Meisterschaftsneuling Franz Hahn wurde sieglos Letzter.

## Modus
Es spielte „Jeder gegen Jeden“ (Round Robin) auf 50 Punkte mit Nachstoß.

## Abschlusstabelle
| MP    | Match Points (Sieger = 2; Unentschieden = 1; Verlierer = 0) |
| Pkte. | Erzielte Karambolagen                                       |
| Aufn. | Benötigte Versuche                                          |
| GD    | Generaldurchschnitt                                         |
| BED   | Bester Einzeldurchschnitt eines Spielers                    |
| HS    | Höchstserie                                                 |
|       | Bester GD des Turniers                                      |
|       | Bester ED des Turniers                                      |
|       | Beste HS des Turniers                                       |
|       | 1. Platz (Gold)                                             |
|       | 2. Platz (Silber)                                           |
|       | 3. Platz (Bronze)                                           |

| 1                          | August Tiedtke (Düsseldorf)   | 14:0 | 350 | 451 | 0,776 | 0,925 | 6 |
| 2                          | Erich Stoewe (Berlin)         | 10:4 | 313 | 565 | 0,553 | 0,806 | 8 |
| 3                          | Willy Pesch (Köln)            | 10:4 | 309 | 572 | 0,540 | 0,769 | 6 |
| 4                          | Gerd Thielens (Gelsenkirchen) | 6:8  | 302 | 594 | 0,508 | 0,694 | 7 |
| 5                          | Georg Berrisch (Essen)        | 6:8  | 311 | 623 | 0,499 | 0,757 | 4 |
| 6                          | Franz Jakoby (Essen)          | 6:8  | 301 | 631 | 0,477 | 0,657 | 5 |
| 7                          | Willy Willems (Düsseldorf)    | 4:10 | 299 | 699 | 0,427 | 0,500 | 8 |
| 8                          | Franz Hahn (Düsseldorf)       | 0:14 | 239 | 629 | 0,379 | –     | 4 |
| Turnierdurchschnitt: 0,508 |                               |      |     |     |       |       |   |